# バレンシア自治州青少年管弦楽団
バレンシア自治州青少年オーケストラ(Jove Orquestra de la Generalitat Valenciana）は、スペインのバレンシア州で活動するオーケストラ。

## 概要
1991年にバレンシア州青少年オーケストラとして発足したが、1998年にバレンシア自治州がバレンシア音楽学会を介して運営する形に再編された。初代首席指揮者はマヌエル・ガルドゥフである。

## 歴代首席指揮者
- マヌエル・ガルドゥフ (1999-2017)
- パブロ・ルス・ブロセダ(2017[2]-)
- リカルド・カセロ[3]